# Tubulanus miniatus
Tubulanus miniatus är en djurart som tillhör fylumet slemmaskar, och som först beskrevs av Heinrich Bürger 1892. Enligt Catalogue of Life ingår Tubulanus miniatus i släktet Tubulanus och familjen Tubulanidae, men enligt Dyntaxa är tillhörigheten istället släktet Tubulanus, och ordningen Palaeonemertea. Det är osäkert om arten förekommer i Sverige. Inga underarter finns listade i Catalogue of Life.